# Остеоспермум

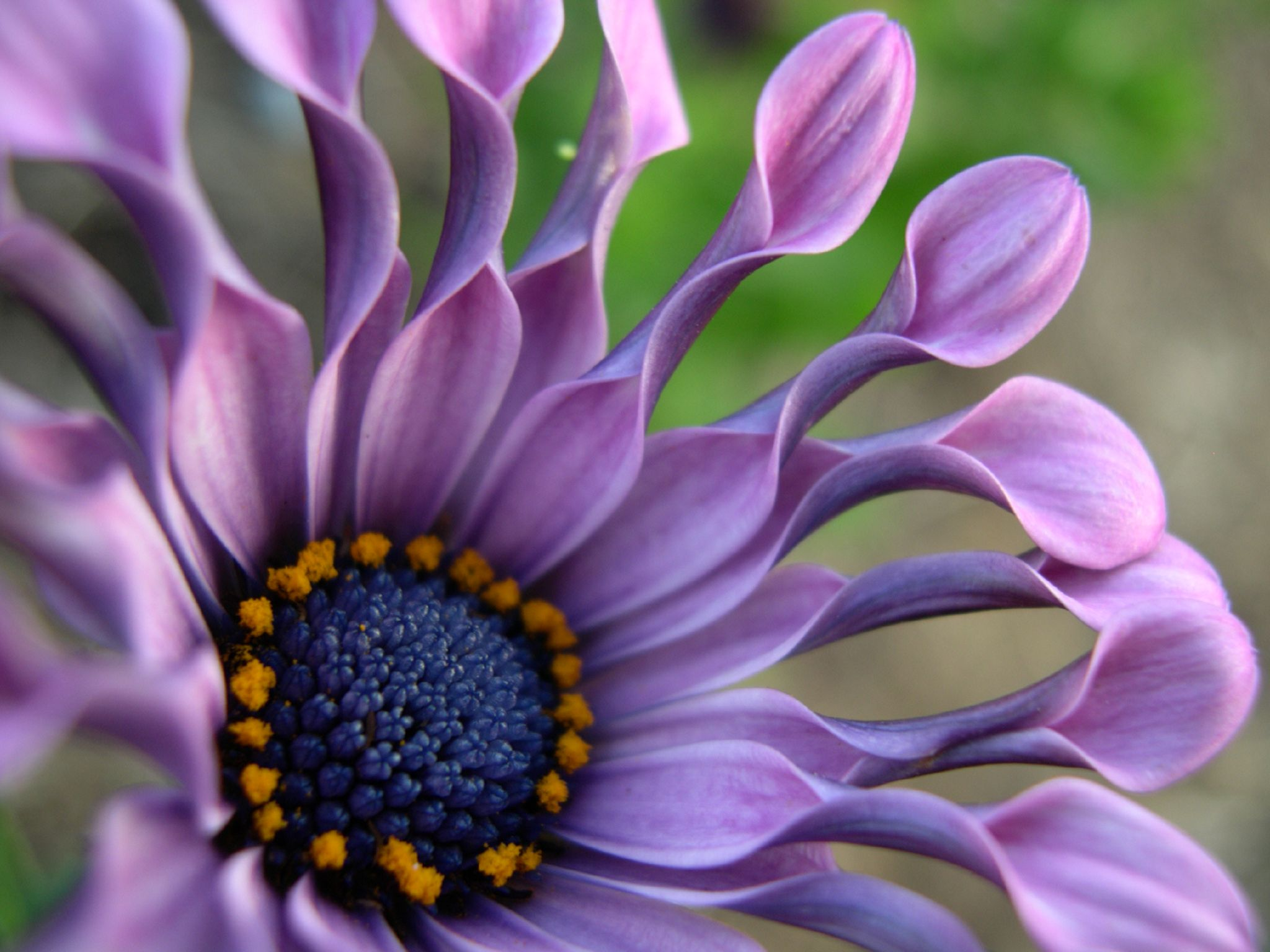
Osteospermum sp.

Остеоспе́рмум (лат. Osteospermum) — род однолетних и многолетних трав, полукустарников и кустарников семейства Астровые, или Сложноцветные (Asteraceae), естественный ареал которых — Африка (в первую очередь Южная Африка, а также Сомали) и Аравия. Цветки остеоспермумов похожи на цветки представителей рода Нивяник и другие «ромашки».
Несколько видов выращиваются по всему миру как красивоцветущие декоративные растения; выведено множество сортов.

## Названия
Научное название рода происходит от греч. οστεον («кость») и лат. spermum («семя»).
В литературе встречаются также следующие названия остеоспермума:
- африканская ромашка,
- голубоглазая ромашка,
- капская маргаритка,
- капская ромашка,
- южноафриканская ромашка.

## Биологическое описание
Остеоспермумы — вечнозелёные растения. Стебли прямостоячие или, изредка, стелющиеся (например, у вида Osteopermum jucundum).
Листья неровно зубчатые.
Цветки, как и у других астровых, собраны в корзинки; соцветия многочисленные, диаметром от 4 до 10 см. Окраска язычковых венчиков краевых цветков — от белой до пурпурной и фиолетовой (нередко розовая; встречается также жёлтая и оранжевая). Опыление происходит с помощью насекомых. В отличие от многих других представителей семейства, у которых семена образуются на центральных трубчатых цветках, центральные цветки остеоспермума стерильны и семена образуют язычковые цветки.
Плод — относительно крупная семянка тёмного цвета.

## Остеоспермум в культуре
Несколько видов этого рода выращивают по всему миру как красивоцветущие декоративные растения; выведено множество сортов. Все растения достаточно выносливы; их выращивают в цветниках, садах камней, на переднем плане в кустарниковых бордюрах, в вазонах и кадках на террасах и внутренних двориках.
Остеоспермум предпочитает участки с прямым освещением и хорошо дренированной плодородной почвой. Морозоустойчивость невысокая, но обычно растения могут выдержать заморозки в несколько градусов.
Размножение — черенками (их следует брать с тех побегов, которые не цвели) или семенами.
В условиях средней полосы России остеоспермумы обычно выращивают как однолетники, высевая семена в теплицу в марте-апреле или высаживая саженцы в мае-июне; цветут растения с июня до октября. Можно сохранить растения и до следующего года, перенеся их в светлые холодные помещения с положительной температурой (полив в этом случае должен быть минимальным).
При срезе или повреждении стебля остеоспермум издает неприятный запах, поэтому растение не срезают для букетов.

## Классификация

### Таксономическое положение
Наиболее близкий к остеоспермуму род — Диморфотека (Dimorphotheca); оба этих рода входят в трибу Ноготковые, или Календуловые (Calenduleae), относящуюся к подсемейству Астровые (Asteroideae) семейства Астровые (Asteraceae).

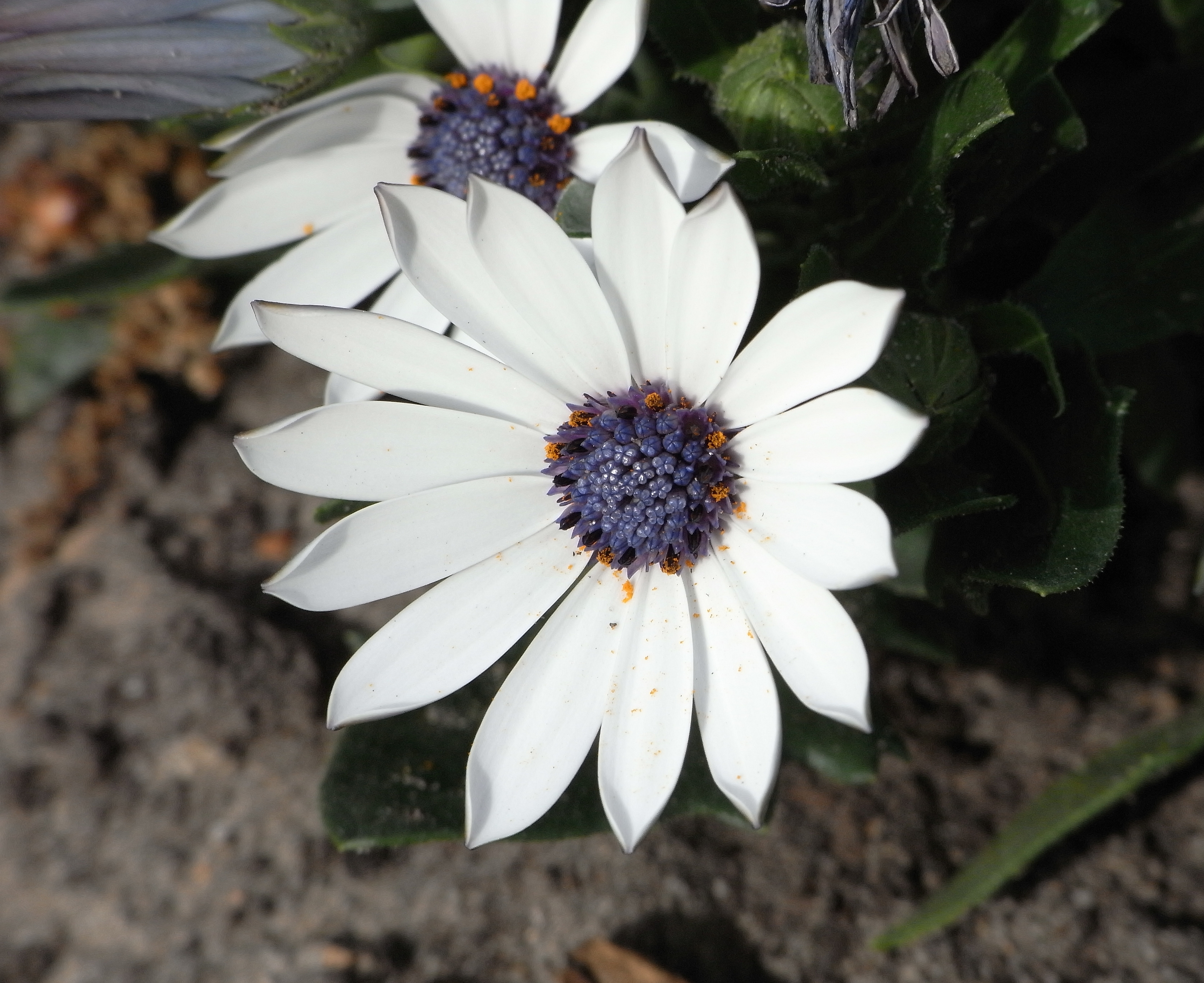
Osteospermum barberiae

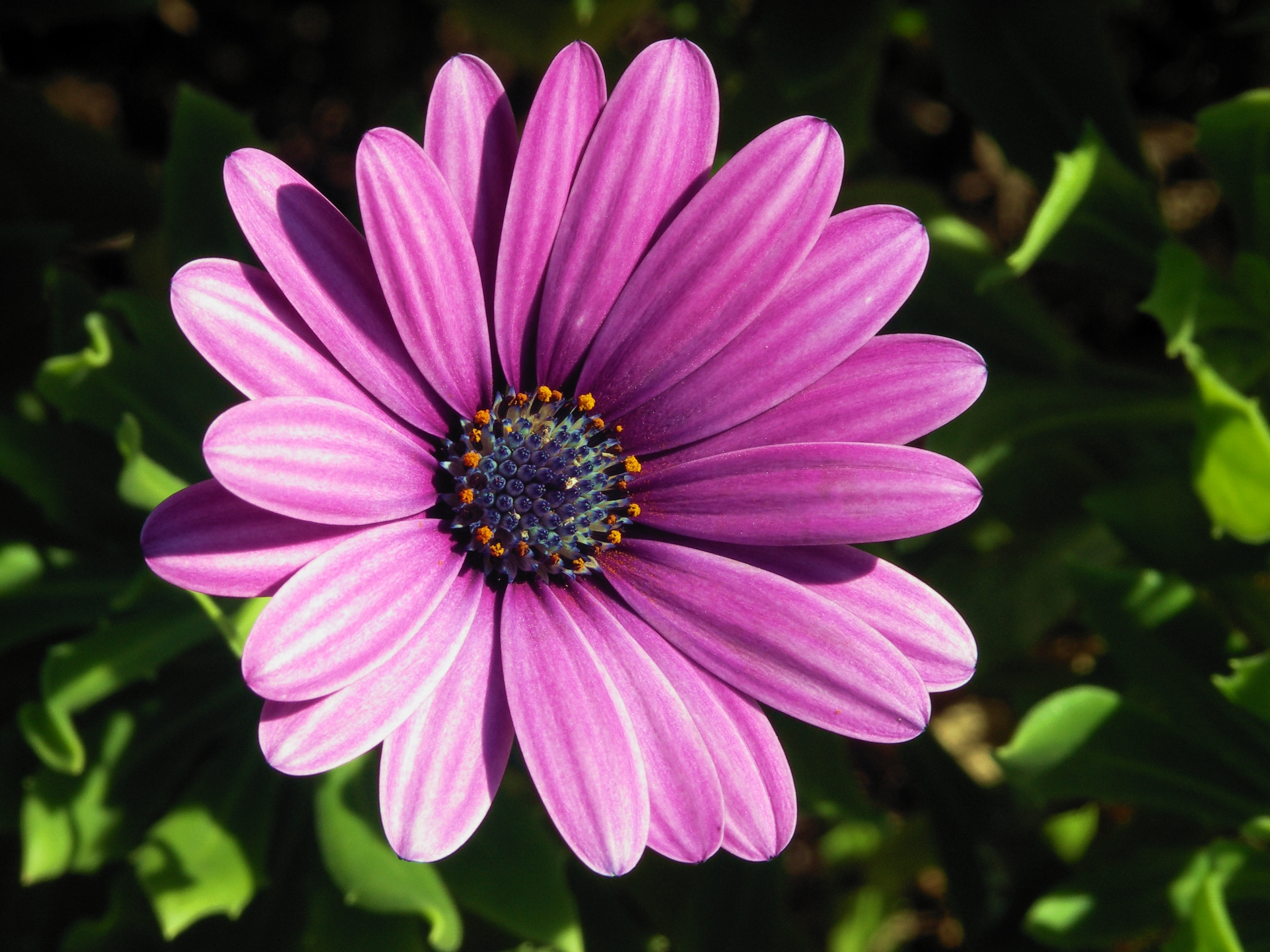
Остеоспермум Эклона
(Osteospermum ecklonis)

Остеоспермум кустарниковый
(Osteospermum fruticosum)

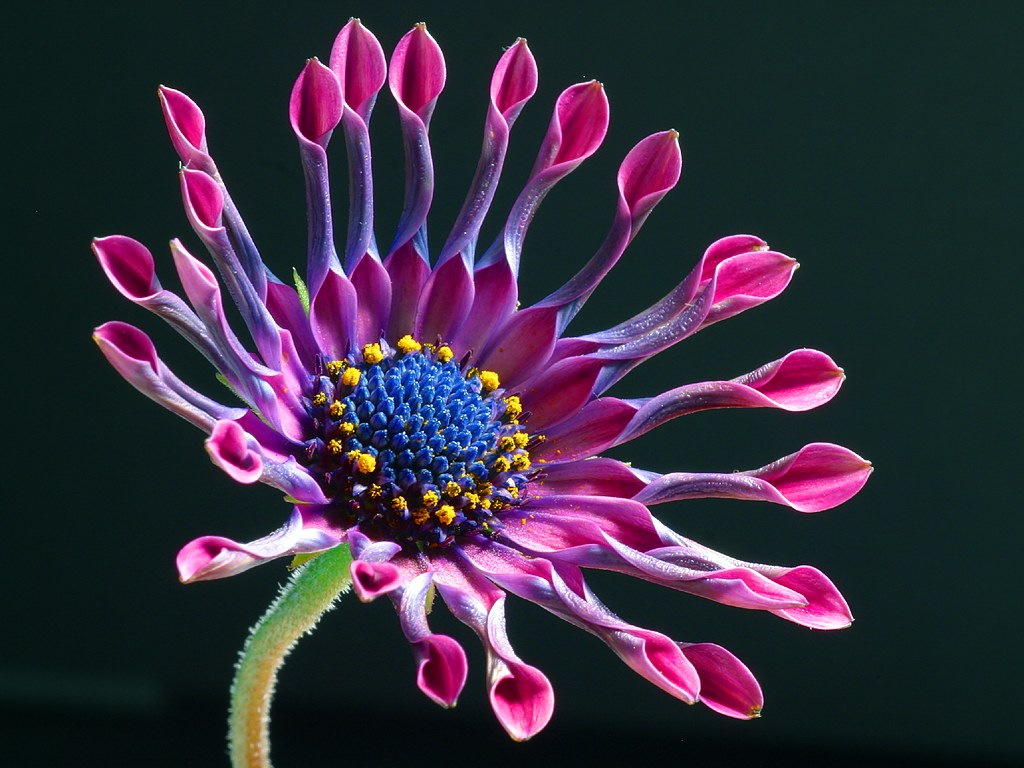
Гибридный сорт

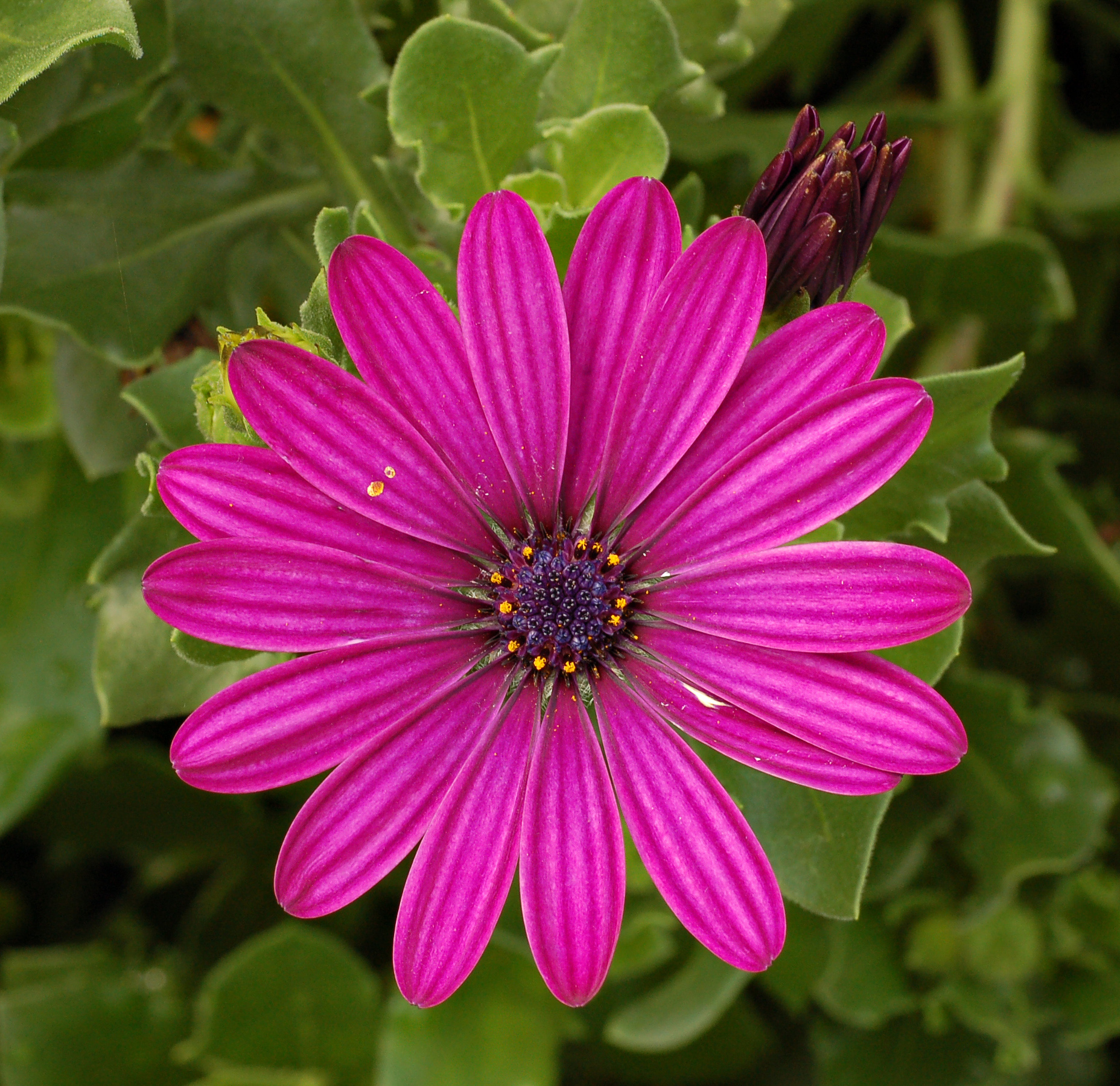
Гибридный сорт

Таксономическая схема:
|  |                      |  |                                                                                     |                                                                                     |                       |  | подсемейство Цикориевые и др. | подсемейство Цикориевые и др.                                 |                                                               |  |                |  | ещё 7 родов, в том числе Диморфотека, Ноготки, Хризантемоидес | ещё 7 родов, в том числе Диморфотека, Ноготки, Хризантемоидес |  |
|  |                      |  |                                                                                     |                                                                                     |                       |  | подсемейство Цикориевые и др. | подсемейство Цикориевые и др.                                 |                                                               |  |                |  | ещё 7 родов, в том числе Диморфотека, Ноготки, Хризантемоидес | ещё 7 родов, в том числе Диморфотека, Ноготки, Хризантемоидес |  |
|  |                      |  |                                                                                     | семейство Астровые, или Сложноцветные                                               |                       |  |                               |                                                               | триба Ноготковые                                              |  |                |  |                                                               |                                                               |  |
|  |                      |  |                                                                                     | семейство Астровые, или Сложноцветные                                               |                       |  |                               |                                                               | триба Ноготковые                                              |  | около 70 видов |  |                                                               |                                                               |  |
|  | порядок Астроцветные |  |                                                                                     |                                                                                     | подсемейство Астровые |  |                               |                                                               | род Остеоспермум                                              |  |                |  |                                                               |                                                               |  |
|  | порядок Астроцветные |  |                                                                                     |                                                                                     |                       |  |                               |                                                               |                                                               |  |                |  |                                                               |                                                               |  |
|  |                      |  | ещё 12 семейств (согласно Системе APG II), в том числе Колокольчиковые, Стилидиевые | ещё 12 семейств (согласно Системе APG II), в том числе Колокольчиковые, Стилидиевые |                       |  |                               | ещё около двадцати триб, в том числе Астровые, Крестовниковые | ещё около двадцати триб, в том числе Астровые, Крестовниковые |  |                |  |                                                               |                                                               |  |
|  |                      |  |                                                                                     | ещё 12 семейств (согласно Системе APG II), в том числе Колокольчиковые, Стилидиевые |                       |  |                               |                                                               | ещё около двадцати триб, в том числе Астровые, Крестовниковые |  |                |  |                                                               |                                                               |  |

### Наиболее известные виды
Род Остеоспермум включает около 45 видов. Некоторые из них:
- Остеоспермум Эклона (Osteospermum ecklonis) — кустарник с востока Капской области. Некоторые формы — прямые, высотой до полутора метров, другие — низкорослые и раскидистые, почти стелющиеся. Соцветия — диаметром 8 см; с тёмным красно-фиолетовым центром и белыми язычковыми венчиками, с нижней стороны покрытыми розовыми прожилками.
  - Osteospermum ecklonis 'Starshine' — компактный сорт, соцветия которого отличаются от природных растений этого вида более ярким голубоватым центром.
- Остеоспермум кустарниковый (Osteospermum fruticosum) — многолетник с юга Капской области; стебли стелющиеся, способные быстро разрастаться и покрывать большие площади. Соцветия — со светло-сиреневыми язычковыми венчиками, появляются в течение всего года, но наиболее обильно цветение наблюдается зимой. Как заносное растение сильно распространилось в Калифорнии. Имеются разновидности с чисто белыми, а также красными язычковыми венчиками.
- Остеоспермум приметный (Osteospermum jucundum) — многолетник из внутренних областей Южной Африки; соцветия с пурпурно-розовыми язычковыми венчиками, более тёмные в центре; цветение изобильное, в течение почти всего года.

### Гибридные сорта
Большинство остеоспермумов, выращиваемых в садах, является гибридными сортами неопределённого происхождения. Некоторые из таких сортов:
- Osteospermum 'Bamba' — у краевых цветков язычковые венчики более широкие, чем у других сортов; в начале цветения они белые, а затем становятся фиолетовыми.
- Osteospermum 'Buttermilk' — кустарник высотой до 60 см; листья серо-зелёные; соцветия — корзинки с тёмным центром и бледно-жёлтыми язычковыми венчиками краевых цветков.
- Osteospermum 'Cannington Roy' — почти стелющийся полукустарник; корзинки диаметром до 8  см; при раскрытии цветки белые с пурпурными кончиками, но позже становится лилово-розовыми.
- Osteospermum 'Congo' — у растений этого сорта соцветия относительно мелкие, со светлыми розово-фиолетовыми язычками.
- Osteospermum 'Pemba' — растения с язычками, до половины своей длины сросшихся в трубку.
- Osteospermum 'Pink Whirls' — растения высотой около полуметра с розовыми цветками, язычковые венчики которых нередко бывают деформированными (как бы «сжатыми в талии»), при том, что на других цветках того же экземпляра деформации нет.
- Osteospermum 'Sandy Pink' — растения высотой около 40 см с розовыми язычками, похожими формой на ложку.
- Osteospermum 'Silver Sparkler' — растения высотой около 40 см со светлыми точками на листьях; краевые цветки с белыми язычками.
- Osteospermum 'Volta' — растения, у которых язычки в начале цветения имеют сиренево-розовую окраску, а затем светлеют и становятся почти белыми.
- Osteospermum 'Whirligig' [syn. Osteospermum 'Starry Eyes'] — растения высотой чуть больше полуметра с необычными цветками, язычковые венчики которых сверху белые, а снизу — серо-голубые, при этом каждый язычок сложен вдоль.
- Osteospermum 'Zulu' — растения с жёлтыми язычками.

### Список видов
- Osteospermum amplectens (Harv.) Norl.

= Norlindhia amplectens (Harv.) B.Nord.
- Osteospermum asperulum (DC.) Norl.
- Osteospermum calendulaceum L.f.

Синонимы:
 Oligocarpus calendulaceus (L.f.) Less.
- Osteospermum caulescens Harv.
- Osteospermum clandestinum (Less.) Norl.

= Monoculus monstrosus (Burm.f.) B.Nord. — Монокулус уродливый
- Osteospermum corymbosum L.  — Остеоспермум щитковый
- Osteospermum dregei (DC.) Norl.
- Osteospermum ecklonis (DC.) Norl.  — Остеоспермум Эклона

Синонимы:
 Dimorphotheca ecklonis DC. — Диморфотека Эклона
- Osteospermum fruticosum — Остеоспермум кустарниковый
- Osteospermum hafstroemii Norl.
- Osteospermum hispidum Harv.
- Osteospermum hyoseroides (DC.) Norl.

= Monoculus hyoseroides (DC.) B.Nord.
- Osteospermum imbricatum L.  — Остеоспермум черепитчатый
- Osteospermum jucundum (E.Phillips) Norl.  — Остеоспермум приметный
- Osteospermum junceum P.J.Bergius
- Osteospermum leptolobum (Harv.) Norl.

Синонимы:
 Tripteris leptoloba Harv.
- Osteospermum moniliferum L. — Остеоспермум чётконосный

= Chrysanthemoides monilifera (L.) Norl. — Хризантемоидес чётконосный
- Osteospermum muricatum E.Mey. ex DC.
- Osteospermum pachypteris DC.

= Osteospermum spinescens Thunb.
- Osteospermum pisiferum L.

= Chrysanthemoides monilifera subsp. pisifera (L.) Norl.
- Osteospermum pisiferum var. canescens DC.

= Chrysanthemoides monilifera subsp. canescens (DC.) Norl.
- Osteospermum rotundatum DC. — Остеоспермум округлый

= Chrysanthemoides monilifera subsp. rotundata (DC.) Norl. — Хризантемоидес округлый

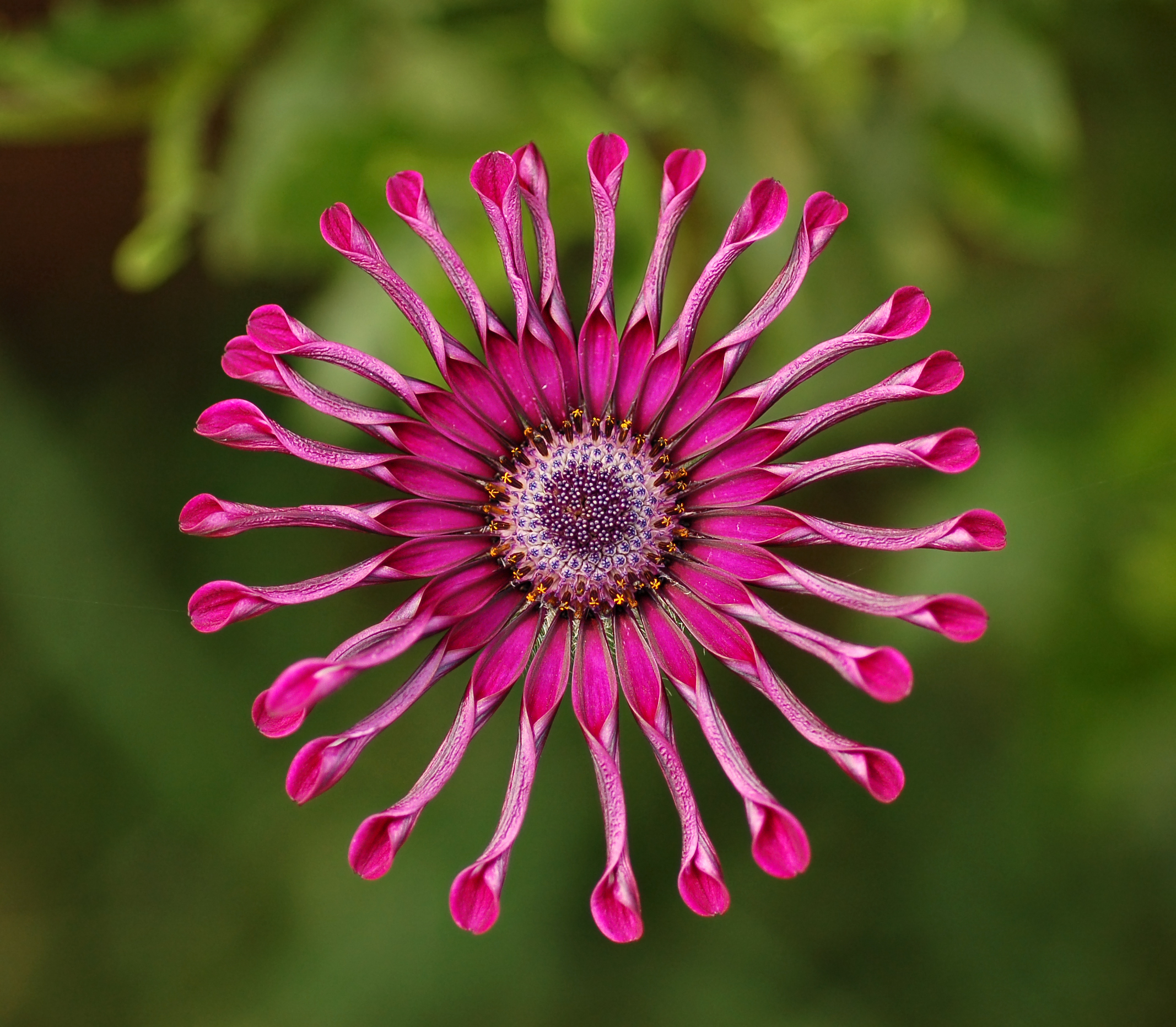
Гибридный сорт

- Osteospermum scariosum DC.

Синонимы:
 Tripteris flexuosa Harv.
- Osteospermum sinuatum (DC.) Norl.

Синонимы:
 Tripteris sinuata DC.
- Osteospermum spinescens Thunb.

Синонимы:
Osteospermum pachypteris DC.
 Tripteris pachypteris Harv.
- Osteospermum spinosum L.typus  — Остеоспермум колючий
- Osteospermum thodei Markötter
- Osteospermum uvedalia L.

= Smallanthus uvedalia (L.) Mack. ex Small